# Sjevjerodonetsk
Sjevjerodonetsk (ukrainsk: Сіверськодонецьк; russisk: Северодонецк) er en by i Luhansk oblast i det sydøstlige Ukraine. Byen ligger ved floden Donets, omkring 110 km nord-nordvest for oblastens administrative center Luhansk. Sjevjerodonetsk har 107.167(2016) indbyggere.
Siden september 2014 har Sjevjerodonetsk fungeret som det administrative center i den ukrainsk kontrollerede del af Luhansk oblast.

## Krigen i 2022
Ukrainske embedsmænd vurderer i slutningen af maj at 90 % af bygningerne i Sjevjerodonetsk er blevet beskadiget